# Даниловский рынок
Дани́ловский ры́нок — продуктовый рынок в Даниловском районе Москвы. Расположен между Самаринской, 2-й Самаринской, Мытной улицами и улицей Серпуховский Вал. Основан в 1963 году на месте торговой площади, существовавшей с XIII века. Современное здание было построено в 1986 году. После реконструкции в 2010-е годы рынок преобразован в торгово-развлекательный комплекс с торговыми рядами, магазинами, кафе, ресторанами и площадками для культурных мероприятий.

## История
Рынок получил своё название по расположенному рядом Данилову монастырю, который был основан в 1282 году князем Даниилом — младшим сыном Александра Невского. В Средние века на Руси вблизи монастырей осуществлялась торговля. Историки предполагают, что торговая площадь на месте современного Даниловского рынка существовала с XIII—XIV веков.
18 мая 1963 года распоряжением № 1130 Моссовета на месте стихийной торговли был официально учреждён Даниловский колхозный рынок. Решением Моссовета от 9 января 1969 года был утверждён устав рынка в соответствии с принципами хозрасчёта.
В 1970-е годы началось проектирование современного здания в рамках общей тенденции строительства крытых сельскохозяйственных рынков в Москве. Авторами проекта стали архитекторы Феликс Новиков и Гавриил Акулов. Конструкцию крыши нового здания создал инженер Виктор Шабля — автор конструкции складчатого купола-«ромашки» универсального спортивного зала «Дружба» в Лужниках, строившегося в те же годы к Олимпиаде-1980. Для перекрытий использовали железобетонные сводчатые оболочки. В центральной части постройки было оборудовано стеклянное световое окно для освещения и вентиляции: его диаметр составил 15 метров.
```

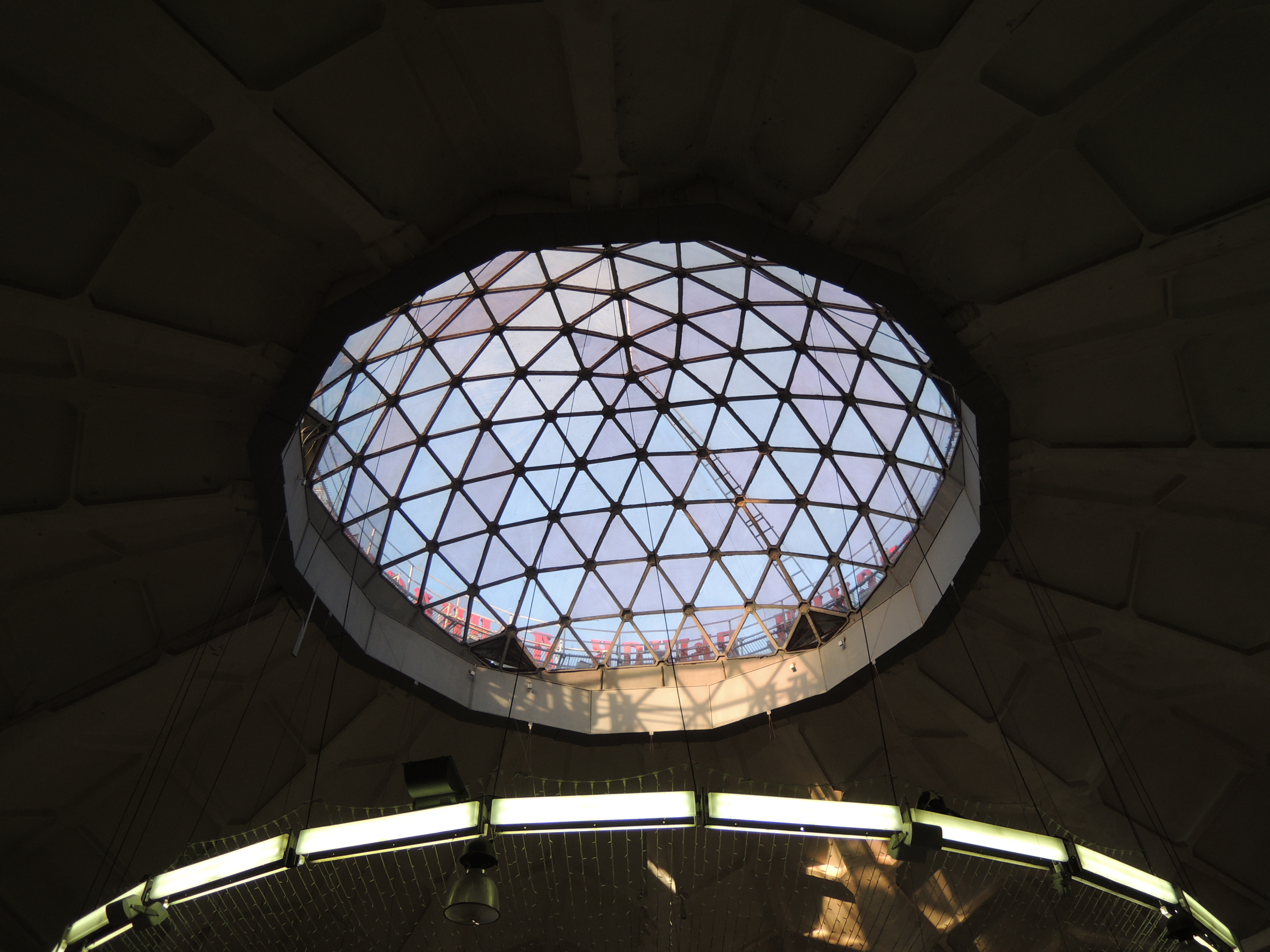
Окно в крыше здания Даниловского рынка, 2015 год

Строительство крытого рынка завершилось в 1986 году
[
2
]
[
1
]
[
3
]
.
```

После распада СССР рынок продолжал находиться в собственности города и переживал проблемы с техническим состоянием здания, криминалом, организацией торговли, сменой руководства. В 2000-е годы рынок был выставлен на аукцион, впоследствии распространялась информация о строительстве на его месте торгового центра. Позже городские власти отказались от идеи строительства каких бы то ни было коммерческих объектов на территории сельскохозяйственных рынков.

## Современность

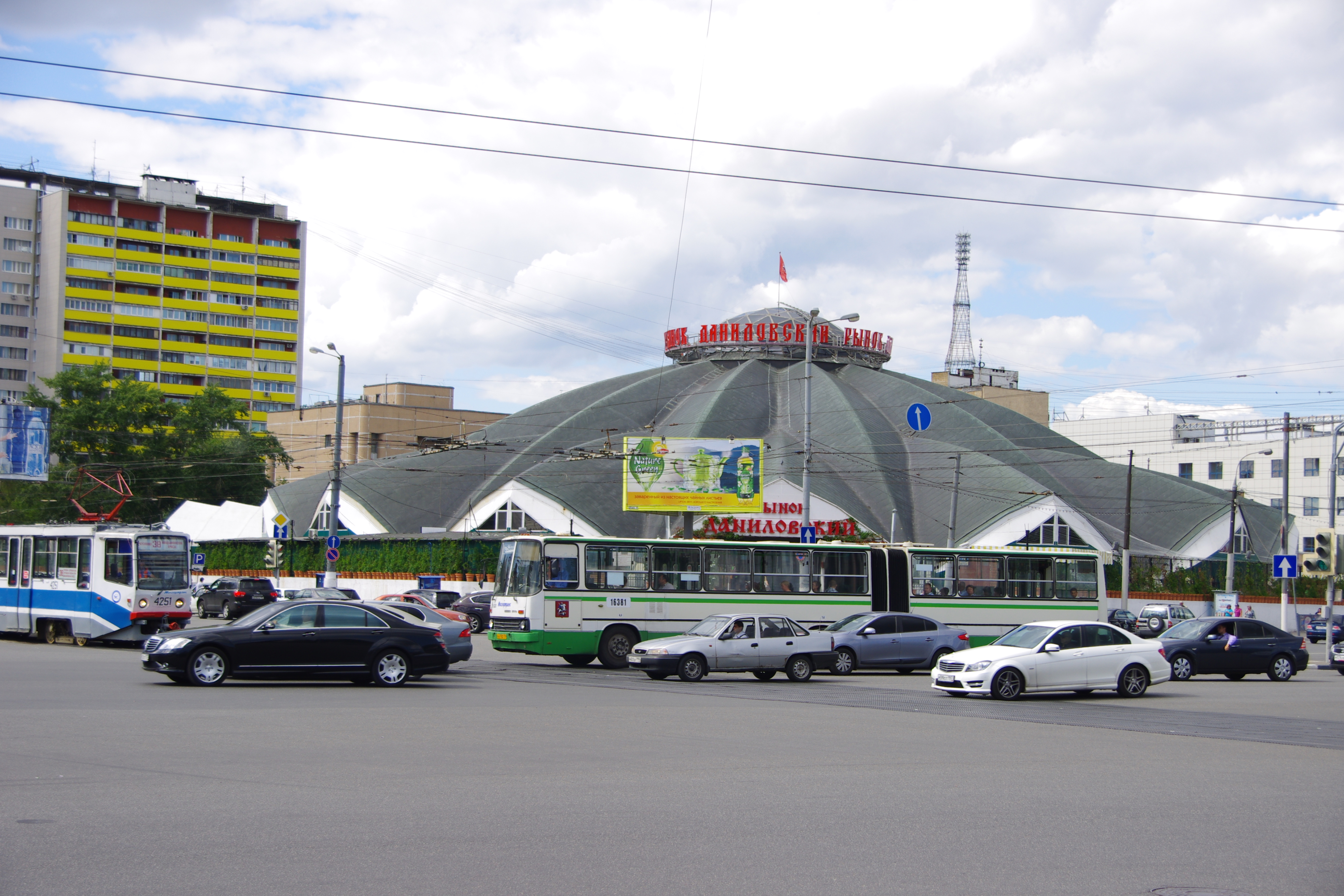
Здание рынка до разборки отделки крыши, 2012 год

В 2011 году Правительство Москвы предприняло шаги по модернизации рынка, была налажена доставка продуктов, обновлены павильоны и ветеринарный кабинет, установлены кондиционеры, продавцы стали носить единую форму с фирменной символикой.
В 2014 году мэрия Москвы передала 100 % акций Даниловского рынка ГУП «Мосимущество». Рынок дважды пытались приватизировать, но торги с начальной стоимостью 1,433 млрд руб. признавались несостоявшимися. В 2015 году рынок всё-таки перешёл в частные руки, стоимость сделки составила 425 миллионов рублей, что было почти в пять раз ниже стартовой цены, при этом Мосимуществом было наложено условие вложить в реконструкцию 800 млн руб. и сохранить торговые функции объекта. 
В 2016 году велась реконструкция Даниловского рынка с сохранением архитектурного облика здания, которая завершилась к весне 2017 года. Благоустройство коснулось и прилегающей территории.
В 2020 году на рынке открылась кулинарная школа шеф-повара Джейми Оливера.

## Архитектура
С инженерной точки зрения здание крытого рынка представляет собой купол диаметром 72 метра, состоящий из двух основных элементов. Один из них — 14-лепестковая железобетонная «ромашка» с небольшим геодезическим куполом диаметром 15 метров в середине для освещения и вентиляции. Лепестки «ромашки» изготовлены из железобетонных плит ромбовидной формы. Плиты отличаются высокой прочностью, хотя в некоторых местах их толщина не превышает 4 см. Благодаря своей конструкции кровля здания не нуждается в зачистке от снега и льда даже зимой.
Другой конструктивный элемент купола рынка — треугольные консольные оболочки по внешнему периметру, напоминающие паруса. Они также выполнены из сборных железобетонных плит и образуют по кругу цепочку стрельчатых арок с краями толщиной около 35 мм. Согласно изначальному архитектурному замыслу, пространство под «парусами» должно было оставаться открытым, однако в настоящее время арки закрыты тентами.
Купол строения имеет собственный фундамент: там, где лепестки касаются земли, арматура уходит в почву примерно на 8 метров. В полом пространстве между ними находится подвал. Часть рынка, расположенная под круглым 15-метровым куполом, опирается на другой фундамент на бетонной плите.
Металлическая конструкция купола ведёт себя по-разному в зависимости от температуры окружающей среды. Нагретый на солнце бетон чуть расширяется и изгибается, а при понижении температуры воздуха возвращается в прежнее состояние. Визуально это движение незаметно, его амплитуда составляет 20 миллиметров.
С самого начала рынок планировали сделать всесезонным, для чего под куполом было спроектировано круговое витражное остекление для дополнительного освещения и защиты от холода. Решение не было реализовано, так как оно требовало уменьшения торгового пространства в холодный сезон. Современное покрытие купола выполнено из полиуретана с гидроизоляцией и изоляцией от конденсата и оснащено дополнительной мембраной из нескольких слоёв ПВХ с полиэстеровой сеткой для выхода тёплого воздуха и защиты от осадков.
Позади купола организован корпус вытянутой формы, где располагаются гостиница, складские и административные помещения.

## Награды и достижения
- Победитель читательского голосования на The Village в номинации «Место года»[7][значимость факта?].
- Победитель The Moscow Times Awards 2015 в номинации Best City Improvement / Улучшение качества жизни[8][значимость факта?].
- Обладатель ресторанной премии TimeOut 2015 в категории «Лучший ребрендинг. Выбор жюри»[8][значимость факта?].
- Финалист российского этапа премии «Пальмовая ветвь 2015»[8][значимость факта?].